# Tom McClintock
Thomas Miller „Tom” McClintock II (ur. 10 lipca 1956) – amerykański polityk, członek Partii Republikańskiej i kongresman ze stanu Kalifornia z 4. okręgu wyborczego (od roku 2009).